# Árni Sigurðsson (Skirennläufer)
Árni Sigurðsson (* 18. April 1941 in Ísafjörður) ist ein ehemaliger isländischer Skirennläufer.

## Karriere
Árni Sigurðsson belegte bei den Olympischen Winterspielen 1964 im Slalom- den 39. und im Riesenslalomrennen den 56. Platz.